# Rauvolfia anomala
Rauvolfia anomala är en oleanderväxtart som beskrevs av Rapini och I.Koch. Rauvolfia anomala ingår i släktet Rauvolfia och familjen oleanderväxter. Inga underarter finns listade i Catalogue of Life.